# ガーデンシティ小倉
ガーデンシティ小倉（ガーデンシティこくら）は、福岡県北九州市小倉北区京町にある複合ビル（超高層ビル）である。

## 概要
小倉駅小倉城口東側エリア一帯約0.6ヘクタールの区域の市街地再開発事業である「小倉駅南口東地区市街地再開発事業」として総事業費約138億円をかけて建設され、2019年（令和元年）9月17日に開業した。
ビルは地下1階地上24階建て（高さ約95m）で、竹中工務店が施工。1階・2階は小倉駅前郵便局など店舗や交番、北九州市の行政サービスコーナー、3階から6階は金融機関などのオフィス、8階から24階はマンションとなっている。収容台数約370台の立体駐車場を併設し、1階には東西方向の自由通路を設置。2階は小倉駅前のペデストリアンデッキと接続している。
再開発以前の区域内には老朽化した郵便局や銀行支店、雑居ビルなど立ち並び、小倉駅に隣接する立地でありながら土地の高度利用が進んでいなかった。1997年（平成9年）、市道の拡幅計画が持ち上がったことをきっかけに地権者が再開発の勉強会を開始し、2000年（平成12年）に再開発準備組合が設立された。
準備組合は当初、オフィス用途を中心とした15階建てビルの建設を計画し、2007年（平成19年）に都市計画決定を受けたが、翌2008年（平成20年）に発生したリーマン・ショックから始まる世界金融危機の影響でオフィス需要が低迷したことから計画は見直しとなり、複数の提案の中から検討した結果、2013年（平成25年）にマンションを含む複合ビルへと計画変更した。
計画決定を受け、2016年（平成28年）3月15日に地区内にある建物9棟の解体工事に着手。同年8月19日にビルの起工式が行われた。マンションは積水ハウスが販売し、北九州市内では珍しい1億円を超える部屋も含め、2018年（平成30年）6月と9月の分譲で全戸に申し込みがあり完売した。
着工時点では2019年（令和元年）5月の完成を予定していたが、実際には同年9月4日に竣工。完成式には当時の北九州市長・北橋健治も参加した。

## 入居施設・テナント
開業時点のテナントのうち、あいおいニッセイ同和損害保険、日本郵便、三菱UFJ信託銀行の3社は再開発以前からの権利者として入居、また旧三菱UFJ信託銀行ビル内にあった福岡県警小倉駅前交番も当ビルに再入居している。当ビル屋上にはRKB毎日放送が情報カメラを設置している。
| フロア | テナント |
| ------ | --- |
| 6F     | - あいおいニッセイ同和損害保険北九州支社 |
| 5F     | - 三菱UFJモルガン・スタンレー証券福岡支店北九州ブロックオフィス - アルビオン北九州支店                                                                                                  |
| 4F     | - かんぽ生命保険北九州支店 - 三井住友海上火災保険北九州支店北九州第一支社・北九州第二支社 - 三井住友海上あいおい生命保険北九州生保支社                                                  |
| 3F     | - 積水ハウス北九州支店 - 積水ハウス不動産九州北九州仲介営業所 |
| 2F     | - 三井住友信託銀行北九州支店 - 三菱UFJ信託銀行跡に2024年4月移転入居。 - POLA THE BEAUTY小倉駅前店                                                                                       |
| 1F     | - 日本郵便株式会社小倉駅前郵便局（エリアマネジメント局） - 西鉄バス北九州小倉駅前定期券乗車券発売所 - 北九州市小倉北区役所小倉行政サービスコーナー - 福岡県警察小倉北警察署小倉駅前交番 |

### 撤退したテナント
- ローソン小倉駅南口店（1階）[広報 13]
  - 再開発前は、ローソンと提携したポプラの店舗があった。
- 三菱UFJ信託銀行北九州支店（2階）[広報 14]
  - MUFG側のネットワーク見直しで閉店。
- ハニー珈琲小倉店[広報 15]
  - 2024年11月24日閉店。